# Medianväljarteorin

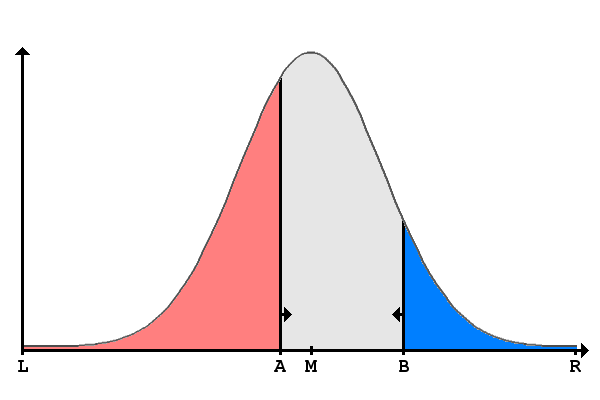
En möjlig väljarmodell med två partier. X-axeln visar den politiska höger-vänster-skalan, L = vänster, R = höger, M = medianväljarens egen uppfattning, A = vänsterpartiets maximala utsträckning åt höger, B = högerpartiets maximala utsträckning åt vänster. De röda och blå områdena motsvarar väljare som partierna redan förväntar sig att de har fångat.
Om partierna A och B vill öka sitt väljarstöd och fånga medianväljaren, måste de ändra sin politik så att den går mot mitten.

Medianväljarteorin, även känd som medianväljarhypotesen och medianväljarteoremet, är en välkänd väljarmodell inom statsvetenskapen. Teorin innebär förenklat att partier eller politiker som vill maximera antalet röster bör anta den politik som en typisk väljare föredrar, eller röra sig mot den åsiktsposition som denne har. Teorin ger en förklaring till varför politiken tenderar att röra sig mot mitten av höger-vänster-skalan över tid. Teorin, som bygger på matematiskt-statistiska resonemang, utvecklades i USA och räknas till public choice-skolan och står nära spelteorin.

## Beskrivning
Mer exakt innebär teorin att, inom majoritetsval:
- om väljarnas politiska preferens kan beskrivas som en punkt längs en enda dimension
- om alla väljare röstar på den politiker som placerar sig närmast deras egen åsiktsposition på skalan
- om det bara finns två politiska alternativ...

...I en sådan situation ska båda partierna anta medianväljarens åsiktsposition om de vill maximera antalet röster på det egna partiet. Denna politikerstrategi utgör i så fall en Nash-jämvikt. Strategin att försöka fånga medianväljaren gör att politiken rör sig mot mitten av höger-vänster-skalan över tid, partierna blir mer lika varandra. Resultatet är att väljarna blir indifferenta mellan de två partierna; det blir lika sannolikt att de röstar på det ena partiet som på det andra. Därmed uppstår en situation där varje parti kan förväntas ta hälften av rösterna. Om något av partierna ändrar sig och tar upp en annan åsiktsposition, kommer det att få mindre än hälften av rösterna.
Medianväljarteorin har på olika sätt bekräftats empiriskt i ett flertal studier. Teorin framlades först år 1948 av Duncan Black i hans artikel "On the Rationale of Group Decision-making". Den fick dock genomslag genom statsvetaren Anthony Downs bok An Economic Theory of Democracy år 1957.